# Cayo Albucio Silo
Cayo o Gayo Albucio Silo  fue un orador romano y admirador de Cicerón, nacido en Novara, en el reinado de Augusto. 

## Biografía
Desempeñó el cargo de edil en su ciudad natal, hasta que una revolución lo arrojó del tribunal y se vio entregado a los ultrajes del populacho, a consecuencia de lo cual se trasladó a Roma, donde ocupó un puesto distinguido en el foro, gracias a su elocuencia y talento. Concurría al círculo literario de Lucio Munacio Planco, antiguo general de Julio César, hasta que estableció una escuela de retórica, dedicándose a ella por completo y abandonando las tareas forenses.
San Jerónimo lo cita; Quintiliano habla de Albucio en términos lisonjeros; Suetonio se ocupa de él en su Tratado de oradores célebres y Séneca el Viejo coleccionó fragmentos de sus discursos que bastan para dar idea del estilo oratorio del distinguido retórico. En edad avanzada y aquejado por un absceso en la garganta, regresó a Novara, donde, después de haber expuesto con gran serenidad a sus conciudadanos los motivos que le inducían a matarse, se suicidó dejándose morir de hambre en el año 11.
Dejó un Tratado de retórica, que mereció los elogios de sus contemporáneos.